# ビッグバンモード
ビッグバンモードとは、山佐が制作したストック機能を搭載したパチスロ機における、プレミアム的な要素を持つモードを指す。

## 特徴
「突入する確率が極めて低く、突入後の転落確率も低い」特徴を持つ。モード中の特徴として、「RTゲーム数（または天井ゲーム数）が極端に低い」「小役によるRT解除率が極めて高い」といった設計となっており、結果的にボーナスゲーム（またはアシストタイムなど）の大連チャンが期待できる。運次第ではあるものの、概ね千～数千枚級の出玉が得られるように設計されている。同社の「ネオプラネットXX」に最初に搭載された。その後、ボーナス主体のストック機に多く搭載されている。もちろん、ストック機なればこそ可能な出玉演出である。あくまで「ビッグバンモード当選」＝「プレミアム」という概念であって、その台においてのボーナスの（内部）当選確率や機械割が左右されるわけではない。ネオプラネットXX・ペンギンパラダイス・関侯・プラネット999においては、明確な「ビッグバンモード突入契機」や「モード滞在中の目印」が存在せず、ボーナスの連チャン回数や連チャンまでのゲーム数などの挙動から、結果的に「ビッグバンモードに突入していた」ことを推測するしかない。

## 搭載されている機種
山佐が自社媒体（HPやガイドブック、ホール向け製品カタログ等）で公表しているものに限る。
- ネオプラネットXX[1][2]
- ペンギンパラダイス[3]
- 関侯
- メフィスト[4][5][注釈 3]
- 海一番R[注釈 4]
- 海二番
- プラネット999
- メガマックスR[注釈 5]
- 天下布武[6][注釈 6]
- 鉄拳R[注釈 7]
- 天下布武R[7]
- 鉄拳X
- ダブルバー・ビッグウェーブ[8][注釈 8]